# Атака УПА на Мизоч
Атака УПА на Мизоч (пол. Pierwszy atak UPA na Mizocz) — военная операция Украинской повстанческой армии 24 — 25 августа (по другим данным 31 августа — 1 сентября) 1943 года в посёлке Мизоч, в Здолбуновском районе Ровненской области. Боевые действия с частями венгерской армии и польской вспомогательной полиции, в сочетании с убийством более 100 
мирных поляков и сожжением большинства зданий городка.

## Предыстория
Накануне Второй мировой войны поляки составляли вторую по численности, после евреев, этническую группу в Мизоче (около 300 человек). Как отмечают польские исследователи Ева и Владислав Семашко советская оккупация 1939-1941 годов не принесла существенных изменений в положение польской общины. Ситуация начала меняться с началом немецкой оккупации летом 1941 года. Переход локальной администрации и полиции под контроль украинцев способствовал обострению межэтнических споров в Мизоче. Однако, по мнению польских историков, присутствие в посёлке немцев сдерживало их до 1943 года от крупных антипольских акций. Доходило до убийств лишь отдельных людей.
Впрочем, настоящая эскалация состоялась в 1943 с активизацией антипольской деятельности Украинской повстанческой армии (УПА). Во время Волынской резни в посёлке искали убежище польские беженцы из истребленных УПА деревень, на кладбище ежедневно привозили на захоронения трупы. Часть прибывших соглашалась уезжать на принудительные работы в Третьем Рейхе или перебиралась в более крупные города. Германская администрация приняла 40 беженцев в ряды вспомогательной полиции. С 1943 года в Мизоче работала также администрация Венгрии, которая помогала полякам, вооружая их и предоставляя убежища. Летом 1943 года немецкий гарнизон покинул Мизоч, также уменьшилась венгерская часть. Венгры и полицейские были размещены в дворце графа Дунина-Карвицкого и в здании сахарного завода, находившегося в западной части посёлка.
В мае 1943 года происходят первые расправы украинских националистов над отдельными польскими жителями городка и окрестностей. По мнению украинского историка Николая Поровского целью атаки УПА на Мизоч в конце августа 1943 была добыча сахара.

## Бой
В ночь с 24 на 25 августа 1943 года два куреня УПА (Дубенский и Кременецкий) атаковали Мизоч с восточной стороны и приступили к истреблению поляков и поджогу зданий. Убивали в основном с помощью холодного оружия (серпы, топоры, ножи). Бой с противником приняли польские полицейские, вооруженные гражданские лица, а также венгерские части. Польская писательница Люцина Кулиньская в книге Dzieci Kresów II, ссылаясь на воспоминания очевидцев, пишет, что улицы были завалены трупами. Полякам украинские националисты отрубали головы, сжигали дома. В одной семье погибли сразу 18 человек, из которых 12 – дети.
Бой и резня населения продолжались всю ночь. Число жертв польские историки оценивают в более чем 100, в их число входят и несколько полицаев находившихся на службе у нацистов. По словам Владислава и Евы Семашко, в городке также был дислоцирован взвод Армии Крайовой, однако он не сыграл никакой роли в защите поляков. Некоторых поляков укрыли чехи, их повстанцы не трогали.
Сотня УПА под личным командованием Максима Скорупского захватила сахарный завод, выбив оттуда венгров. Однако довольствоваться трофеями националисты долго не смогли, поскольку на рассвете получили известие о подкреплении противника и приказ отступать. Уповцы начали поспешно грузить сахар на автомашины и подводы. Загрузив весь транспорт сахаром и добытым на заводе имуществом, положив на подводы своих убитых и раненых, повстанцы решили возвращаться обратно в лагерь в лесу. Внезапно в небе появился немецкий самолет. Он спикировал на колонну, сбросил бомбы и начал обстреливать колонну из пулемета. Несколько автомашин было уничтожено, но в целом большая часть колонны добралась до леса.
На следующий день поляки собрали убитых с улиц, похоронили их в братской могиле. В последующие дни после этого нападения большинство польских жителей Мизоча, опасаясь за собственные жизни, оставили городок и под конвоем немцев выехали сначала в Здолбунов, а затем дальше на запад.
Ещё одна атака УПА на Мизоч произошла 3 ноября 1943 года, в ходе которой повстанцы разоружили 190 полицаев, набранных из бывших военнопленных Красной Армии. Погибли десять немцев. Уповцы потеряли убитыми и ранеными 7 человек.